# Locomotiva kkStB 429
Le locomotive kkStB 429 erano una serie di locomotive a vapore con tender, di fabbricazione austriaca, a vapore surriscaldato, a doppia espansione e con motore a 4 cilindri nelle prime serie e a 2 cilindri nelle ultime; erano macchine per servizi viaggiatori delle Kaiserlich-königliche österreichische Staatsbahnen (kkStB).

## Storia
Le locomotive vennero progettate sulla base del gruppo 329 modificato da Karl Gölsdorf applicando il surriscaldatore Schmidt. Venne ampliata anche la camera di fumo e modificata la caldaia. Le locomotive vennero prodotte, tra 1909 e 1916 da Lokomotivfabrik Floridsdorf, Wiener Neustädter Lokomotivfabrik, Lokomotivfabrik der StEG e Böhmisch-Mährischen Maschinenfabrik che ne consegnarono 57 unità (429.01-57) alla kkStB. In seguito ad alcuni problemi manifestatisi nella distribuzione le 126 unità successive vennero modificate dotandole di cassetto cilindrico ad entrambi i gruppi di cilindri ad alta e a bassa pressione; queste costituirono la serie 429.100-225. Le ulteriori 197 unità acquistate da kkStB (429.900-999 e 429.1900-1996), prodotte tra 1911 e 1918 furono un'altra variante, con motore a due cilindri prodotta con ambedue i distributori di vapore a cassetto cilindrico.
Le locomotive, in seguito alla sconfitta dell'Austria nella prima guerra mondiale furono oggetto di risarcimento dei danni di guerra e ripartite in varie nazioni. In Austria rimasero 87 unità (46 a 4 cilindri e 41 a due cilindri) immatricolate nelle BBÖ. Le sei macchine della Südbahn andarono alle ferrovie ungheresi come MAV 323.901-906 e successivamente anche l'ex kkStB 429.116 (prima assegnata alla Polonia) immatricolata come 323.907.
Nel 1939 la Deutsche Reichsbahn (DR) immatricolò le macchine con motore a due cilindri come DR 35.201-241 e quelle a 4 cilindri come DR 35.301-346.
L'Italia ne ebbe un certo quantitativo (28 secondo alcune fonti) quasi tutte, eccetto la 429.147 e la 429.215, della serie 429.900-999 e 429.1900-1996 che costituirono il piccolo gruppo immatricolato come 688.001-028; di queste alcune tornarono in Austria all'inizio degli anni cinquanta, altre rimasero in Jugoslavia dopo il secondo conflitto mondiale; si trattava, secondo il Kalla-Bishop, di 7 unità del Deposito locomotive di Lubiana rimaste in territorio jugoslavo al termine della seconda guerra mondiale.

## Caratteristiche tecniche
Le locomotive avevano un rodiggio simmetrico 1-3-1 ed erano accoppiate ad un tender a 3 assi. La caldaia forniva vapore surriscaldato attraverso l'uso di surriscaldatore Schmidt. Il motore era a 4 cilindri e doppia espansione. La distribuzione era differente in base alla serie; a cassetto piano sul lato a bassa pressione e a cassetto cilindrico su quello ad alta pressione sulla prima serie di macchine 429.01-57. La distribuzione venne modificata per una maggiore efficacia sulla seconda serie 429.100-225 adottando per tutti i cilindri i cassetti cilindrici e sulle successive 429.900-999 e 429.1900-1996 a due cilindri a doppia espansione con distribuzione a cassetti cilindrici.